# Handball-DDR-Meisterschaft 1953/54
Die Handball-DDR-Meisterschaften 1953/54 wurden bei den Männern und Frauen im Feldhandball und im Hallenhandball entschieden.

## Männer (Feldhandball)
Die Meisterschaft um den Feldhandball-Meistertitel im Rahmen der DDR-Handball-Oberliga zwischen September 1953 und Juni 1954 ausgetragen. Es traten 18 Mannschaften verteilt auf zwei Staffeln an, die Staffelsieger bestritt das Meisterschaftsendspiel. Titelverteidiger war die Betriebssportgemeinschaft (BSG) Stahl Calbe, die beiden Tabellenletzten der Staffeln mussten absteigen.

### Abschluss-Tabellen
| Pl. | Mannschaft                       | Sp | S  | U | N  | Tore    | Punkte |
| 1   | SG Dynamo Halle                  | 16 | 14 | 1 | 1  | 239:141 | 29:3   |
| 2   | BSG Motor Rostock                | 16 | 13 | 1 | 2  | 230:155 | 27:5   |
| 3   | BSG Motor Schiffswerft Roßlau    | 16 | 8  | 1 | 7  | 177:200 | 17:15  |
| 4   | BSG Lok Südost Magdeburg         | 16 | 7  | 2 | 7  | 161:151 | 16:16  |
| 5   | BSG Lokomotive Luckenwalde (N)   | 16 | 7  | 2 | 7  | 152:159 | 16:16  |
| 6   | BSG Motor Fraureuth              | 16 | 7  | 1 | 8  | 147:141 | 15:17  |
| 7   | BSG Chemie Coswig (N)            | 16 | 7  | 0 | 9  | 168:188 | 14:18  |
| 8   | BSG Motor Gohlis-Nord (N,A)      | 16 | 4  | 0 | 12 | 151:178 | 8:24   |
| 9   | BSG Motor Friedrichshain-Ost (A) | 16 | 1  | 0 | 15 | 133:237 | 2:30   |

| Pl. | Mannschaft                       | Sp | S  | U | N  | Tore    | Punkte |
| 1.  | BSG Stahl Calbe (M)              | 16 | 14 | 1 | 1  | 206:132 | 29:3   |
| 2.  | SG Dynamo Leipzig                | 16 | 10 | 1 | 5  | 153:112 | 21:11  |
| 3.  | BSG Lokomotive Gera              | 16 | 10 | 1 | 5  | 157:123 | 21:11  |
| 4.  | BSG Motor Fermersleben           | 16 | 8  | 3 | 5  | 159:127 | 19:13  |
| 5.  | BSG Fortschritt Crimmitschau (N) | 16 | 5  | 2 | 9  | 134:170 | 12:20  |
| 6.  | BSG Motor Eisenach               | 16 | 6  | 0 | 10 | 108:145 | 12:20  |
| 7.  | BSG Motor Polysius Dessau (N)    | 16 | 5  | 0 | 11 | 128:170 | 10:22  |
| 8.  | BSG Fortschritt Weißenfels (A)   | 16 | 4  | 2 | 10 | 141:168 | 10:22  |
| 9.  | BSG Lokomotive Nord Leipzig (A)  | 16 | 5  | 0 | 11 | 110:149 | 10:22  |

### Endspiel
Das Endspiel im Feldhandball der Männer fand am 30. Mai 1954 vor 20.000 Zuschauern im Magdeburger Heinrich-Germer-Stadion statt.
| BSG Stahl Calbe – SG Dynamo Halle 11:8 (6:5) |

Die BSG Stahl Calbe war als Titelverteidiger in das Spiel gegangen und galt als Favorit gegenüber der SG Dynamo Halle, die im Feldhandball bisher noch nie im Finale gestanden hatte. Die Hallenser starteten jedoch furios dank guter Laufarbeit und spritzigen Angriffen schnell mit 4:0. Doch der überragend aufspielende Nationalspieler Werner Aßmann sorgte dafür, dass die BSG Stahl noch vor der Halbzeitpause erstmals mit 6:5 in Führung ging. Danach wurden die Volkspolizisten nervös und unkonzentriert, während die Stahlwerker ihr durchschlagskräftig Angriffsspiel zum weiteren Ausbau der Führung nutzten und in der Deckung durch geschickten Wechsel zwischen Raum- und Manndeckung die gegnerischen Angreifer in Schach hielten. diese scheiterten zudem am sich im Laufe des Spiels steigernden Torwart Ernst Napp. (Berliner Zeitung, 1. Juni 1954, S. 4)
- Calbe: Ernst Napp (Tor) – Erich Schlöcker, Heinz Burau, Rudi Kosche (1), Heinz Wenzel, Wolfgang Körting, Heinz Haferburg, Wolfgang Eisenhardt (1), Kurt Helmig (3), Werner Aßmann (3), Erich Kaatz (3), Rudi Siegel (EW), Walter Just (EW), Helmut Frömer (EW)
- Halle: Herbert Klein, Ernst Riffort (EW) (Tor) – Heinz Greye, Günther Horbank, Erhard Schewe (1), Günther Köhler (1), Ewald Föhrig (1), Kurt Stolfig, Dieter Dörken, Heinz Diedering (4), Rudi Hirsch (1), Werner Püschel, Schulz (EW)

## Männer (Hallenhandball)

### Qualifikation der Bezirksmeister
Am 30. und 31. Januar 1954 ermittelten die 15 Bezirksmeister in drei Gruppen in Güstrow, Leipzig und Bad Blankenburg sechs Teilnehmer für die am 13. und 14. Februar in zwei Gruppen in den Leipziger Messehallen ausgetragene Endrunde. Für die Endrunde qualifizierten sich folgende Mannschaften:
| Gruppe I                 |
| 1. BSG Motor Rostock     |
| 2. SG Dynamo Halle       |
| 3. BSG Fortschritt Forst |

| Gruppe II                     |
| 1. BSG Lokomotive Gera        |
| 2. BSG Motor Gohlis Nord      |
| 3. BSG Lokomotive Luckenwalde |

### Endspiel
Die Gruppenersten bestritten am 14. Februar 1954 in der ausverkauften Leipziger Messehalle II das Endspiel um die DDR-Hallenhandballmeisterschaft.
| BSG Motor Rostock – BSG Lokomotive Gera 13:4 |

Mit traumwandlerischer Sicherheit und ausgefeilter Technik sowie mit treffsicheren Spielern war die BSG Motor Rostock ein überlegener Gegner, dem die SG Dynamo Halle nichts entgegenzusetzen hatte. Mit immer wieder wechselnden Spielzügen ließen die Rostocker den Hallensern keine Chance und kamen am Ende zu einem verdienten Kantersieg. Herausragende Spieler der BSG Motor waren der 43-jährige Torwart Quednow und die Feldspieler Klaus-Dieter Matz, Massow und Günter Mundt. (Berliner Zeitung, 17. Februar 1954, S. 4)

## Frauen (Feldhandball)
In der Feldhandballsaison 1953/54 wurde der DDR-Frauenmeister erstmals durch die DDR-Liga ermittelt. Diese wurde mit Hin- und Rückspielen von September 1953 bis April 1954 mit neun Mannschaften ausgetragen, darunter auch die Finalisten der Vorjahressaison, die Betriebssportgemeinschaften (BSG) Einheit Weimar (Meister) und Motor West Leipzig. Neuer Titelträger wurde die BSG Fortschritt Weißenfels. Da die DDR-Liga in der Saison 1954/55 auf 14 Mannschaften erweitert wurde, gab es 1954 keine Absteiger.

### Abschluss-Tabelle
| Pl. | Mannschaft                 | Sp | Tore   | Punkte |
| 1   | BSG Fortschritt Weißenfels | 16 | 87:42  | 27:5   |
| 2   | BSG Einheit Weimar (M)     | 16 | 101:51 | 26:6   |
| 3   | BSG Motor West Leipzig     | 16 | 61:56  | 19:13  |
| 4   | BSG Empor Leipzig-Lindenau | 16 | 71:68  | 15:17  |
| 5   | BSG Motor Mitte Magdeburg  | 16 | 54:74  | 14:18  |
| 6   | BSG Motor Wismar           | 16 | 56:69  | 13:19  |
| 7   | BSG Post Halberstadt       | 16 | 47: 62 | 13:19  |
| 8   | BSG Fortschritt Cottbus    | 16 | 58:76  | 11:21  |
| 9   | BSG Rotation Mitte Leipzig | 16 | 37:74  | 6:26   |

## Frauen (Hallenhandball)
Der Meister der Frauen im Hallenhandball wurde unter den 15 Bezirksmeistern ermittelt. Nach einer Qualifikationsrunde kämpften in der Endrunde am 13. und 14. Februar 1954 in der Leipziger Messehalle II sechs Mannschaften in zwei Staffeln um den Meistertitel. Die Staffelsieger bestritten das Meisterschafts-Endspiel.

### Endrunden-Tabellen
| Pl. | Mannschaft               | S | U | N | Tore | Punkte |
| 1   | BSG Einheit Weimar       | 2 | 0 | 0 | 9:6  | 4:0    |
| 2   | BSG Motor Berlin Nordost | 1 | 0 | 1 | 6:6  | 2:2    |
| 3   | BSG Lok Wittenberge      | 0 | 0 | 2 | 5:8  | 0:4    |

| Pl.                                | Mannschaft          | S | U | N | Tore | Punkte |
| 1                                  | SC DHfK Leipzig     | 1 | 1 | 0 | 7: 5 | 3:1    |
| 1                                  | BSG Lokomotive Gera | 1 | 1 | 0 | 8:4  | 3:1    |
| 1                                  | BSG Einheit Demmin  | 0 | 0 | 2 | 3:9  | 0:4    |
| um Platz 1: SC DHfK – Lok Gera 6:0 |                     |   |   |   |      |        |

### Endspiel
Das Endspiel um den Hallenmeistertitel fand am 14. Februar 1954 ebenfalls in der Messehalle II statt.
| BSG Einheit Weimar – SC DHfK Leipzig 3:1 |

## Erläuterungen
1. ↑  A=Absteiger, M=Meister, N=Neuling